# 69-60 v.Chr.
De jaren 69-60 v.Chr. (van de christelijke jaartelling) zijn een decennium in de 1e eeuw v.Chr..

## Belangrijke gebeurtenissen

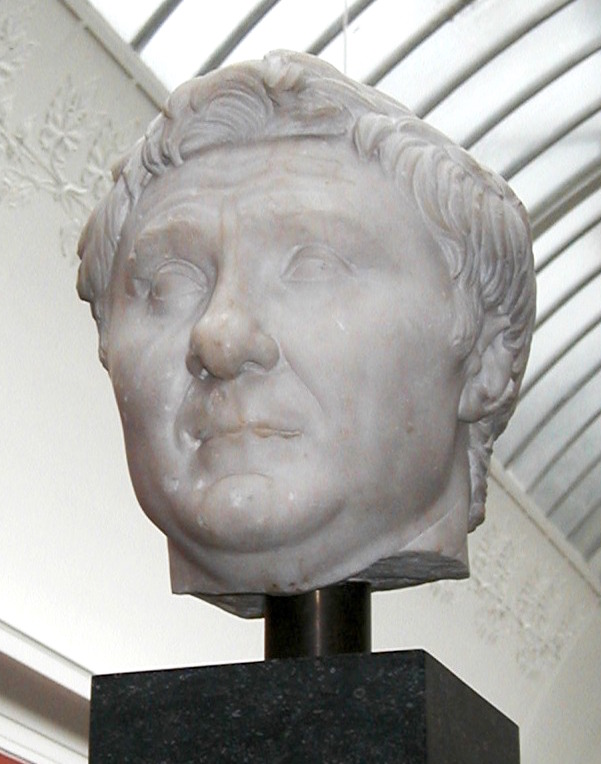
Gnaeus Pompeius Magnus

- 69-63 v.Chr. : Derde Mithridatische Oorlog. De Romeinse generaal Lucius Licinius Lucullus valt Anatolië binnen. Mithridates VI van Pontus vlucht naar zijn schoonzoon, Tigranes II, koning van het Seleucidische Rijk.
- 67 v.Chr. : Slag bij Zela. Mithridates VI verslaat de Romeinse troepen. Lucius Licinius Lucullus wordt vervangen door Gnaeus Pompeius Magnus.
- 66 v.Chr. : Tigranes II geeft zich over aan Pompeius. Tigranes mag zijn titel behouden als vazal van Rome, tot groot ongenoegen van de Parthische koning Phraates III Theos.
- 64 v.Chr. : Het Seleucidische Rijk wordt vervangen door de Romeinse provincie Syria.
- 63 v.Chr. : Mithridates VI pleegt zelfmoord, zijn rijk wordt de Romeinse provincie Pontus et Bithynia.
- 63 v.Chr. : Beleg van Jeruzalem. Pompeius komt tussen in de burgeroorlog tussen Hyrcanus II en Aristobulus II. Dit betekent het einde van de onafhankelijkheid van de Hasmoneeën. Judea wordt een deel van het Romeinse Rijk.
- 62 v.Chr. : Lucius Sergius Catilina sneuvelt, na een samenzwering tegen consul Marcus Tullius Cicero.
- 60 v.Chr. : Eerste triumviraat. Pompeius, samen met Marcus Licinius Crassus Dives en Gaius Julius Caesar, richt een politiek bondgenootschap op.

## Belangrijke personen
- Pompeius, Romeins generaal (106 v.Chr.–48 v.Chr.)
- Mithridates VI van Pontus, Koning van Pontus (132 v.Chr.–63 v.Chr.)

- Gaius Antonius Hybrida, praetor in 66 v.Chr.
- Cleopatra VII (69 v.Chr.–30 v.Chr.)

<< · 69 · 68 · 67 · 66 · 65 · 64 · 63 · 62 · 61 · 60 · >>
<< · 99-90 · 89-80 · 79-70 · 69-60 · 59-50 · 49-40 · 39-30 · 29-20 · 19-10 · 9-1 · >>